# Miliard
Un miliard és un nombre natural que s'escriu 1.000.000.000 (10⁹) i el nom usual del qual en català és mil milions.
| {\displaystyle un\;miliard=mil\;milions=10^{9}=1\;000\;000\;000\,} |

A les unitats del Sistema Internacional s'expressa aquest factor amb el prefix giga-.
En el sistema binari és 111011100110101100101000000000 i en l'hexadecimal és 3B9ACA00.
La seva factorització en nombres primers és 2⁹ × 5⁹.